# Inés Etxegibel

a Compétitions nationales et continentales officielles uniquement.

b Matchs officiels uniquement.
Dernière mise à jour le 12 mai 2025.
 Inés Etxegibel  (née le 7 janvier 1974) est une joueuse espagnole de rugby à XV occupant le poste de demi d'ouverture pour l'équipe d'Espagne.

## Biographie
Inés Etxegibel participe au Tournoi des six nations féminin. Elle dispute trois Coupes du monde.
Après sa carrière de joueuse, elle devient sélectionneuse de la sélection féminine espagnole en 2009. Elle démissionne en mai 2011, pour protester contre la différence de traitement par la fédération espagnole entre son équipe et l'équipe masculine. Elle revient à la tête de la sélection espagnole un an plus tard.

## Palmarès
- 57 sélections en équipe d'Espagne
- participations au Tournoi des Six Nations féminin
- participations aux Coupes du monde 1998, 2002 et 2006